# Pölhöjärvi
Pölhöjärvi är en sjö i kommunen Hyrynsalmi i landskapet Kajanaland i Finland. Sjön ligger 156,2 meter över havet. Den är 10,86 meter djup. Arean är 1,86 kvadratkilometer och strandlinjen är 11,18 kilometer lång. Sjön  ingår i Uleälvens huvudavrinningsområde.   Den ligger omkring 54 kilometer nordöst om Kajana och omkring 520 kilometer norr om Helsingfors. 
Pölhöjärvi ligger öster om Seitenjärvi och avskiljs från denna genom en vägbank. 